# Systém podmíněného přístupu

Různé realizace systému podmíněného přístupu

Systém podmíněného přístupu (anglicky conditional access system, CAS) je každé technické opatření, ověřovací systém nebo ujednání zajišťující přístup ke chráněné službě rozhlasového nebo televizního vysílání ve srozumitelné formě, podmíněný předplatným nebo jinou formou předchozího individuálního oprávnění..
Systém podmíněného přístupu je obvykle realizován šifrováním přenášených dat. Signál mohou dekódovat pouze abonenti, kteří musí mít televizní přijímač nebo set-top box obsahující modul podmíněného přístupu (CAM) připojovaný do rozhraní Common Interface (CI).
Modul podmíněného přístupu může být realizován také softwarově. V takovém případě má zařízení pouze rozhraní čtečky čipových karet, která se normálně vkládá do CAM.

## Úvod
V digitálním televizním vysílání se pro dešifrování obsahu používá jednotný algoritmus nazývaný Common Scrambling Algorithm (zkráceně CSA). Aby mohl digitální přijímač dekódovat signál, potřebuje znát osmibytové řídicí slovo, které se průběžně mění. Úlohou systémů CAS je předávat tato řídicí slova pouze určenému příjemci.

## Technické metody a podrobnosti
Systémy CAS tvoří rozhraní mezi šifrovaným datovým proudem DVB a čipovou kartou uživatele (předplatitele). Poskytovatel kromě uživatelských audiovizuálních dat přenáší datové pakety nazývané ECMs (ECM = Entitlement Control Message). Z těchto ECM může autorizovaný příjemce vypočítat platné řídicí slovo a přenést je do CSA dekodéru. Ten provede konečné dešifrování datového proudu.
Na straně příjemce je CA systém obvykle doplněn čipovou kartou vázanou na zákazníka a icky anonymním Modul podmíněného přístupu vyobrazený. Modul filtruje pakety ECM z datového proudu a ve spojení s čipovou kartou počítá z informací v nich přenášených odpovídající řídicí slovo. Logika systému CA je tedy rozdělena na modul a čipovou kartu. Data specifická pro konkrétního zákaznáka jsou uložena na čipové kartě a nejsou čitelná pro třetí strany.
Řídicí slovo potřebné pro dešifrování určitého úseku přenášených audiovizuálních dat je vždy jen jedno. Lze jej však přenášet současně více systémy CAS (Simulcrypt). Poskytovatel musí přenášet ECM pro každý použitý systém CAS.
Systémy podmíněného přístupu přenášejí kromě audiovizuálních dat a zašifrovaných řídicích slov také řídicí kódy (tak zvané Entitlement Management Messages, zkráceně EMMs), které slouží k aktivaci nebo deaktivaci konkrétních zákaznických karet. Také je možné udělit zákazníkovi více nebo méně práv s ohledem na jednotlivé programové balíčky, aniž by zákazník musel měnit čipovou kartu.

## Seznam používaných CA systémů

### BetaCrypt, BetaCrypt-2
(CA-ID Sat 0x170n Kabel 0x172n)
Systém BetaCrypt použila firma BetaResearch, dceřiná firma KirchMedia, pro přijímače D-box. Jedná se o software licencovaný společností Irdeto Access B.V., který je až na změněný CA-ID identický s Irdeto. Tento šifrovací systém původně používaly stanice Kirch DF1 (první digitální placená televizní stanice v Německu), Premiere World (vzniklá sloučením DF1 a Premiere Digital) a následně jejich právní nástupce Premiere.
Systém BetaCrypt byl dále vyvíjen. S uvedením přijímačů d-box 2 na trh byla uvedena také nová generace čipových karet, jejichž sériová čísla končila na Z. Tyto čipové karty implementovaly takzvaný CAM-Crypt. V inicializační fázi si čipová karta a CA modul vyjednají tzv. CAM klíč, pomocí kterého čipová karta šifruje všechna řídící slova posílaná do CA modulu a pomocí kterého je CA modul opět dešifruje.
Poté, co se skupina Kirch dostala do insolvence, a po prodeji Premiere, byla z větší části zlikvidována i dceřiná společnost BetaResearch, která patřila do jiné pobočky skupiny. Licenční práva na BetaCrypt 1 prodala a byla přejmenována na TecLic. Systém BetaCrypt 2, který byl krátce před dokončením, již nebyl kvůli firemní politice použit, a byl nahrazen zapouzdřeným algoritmem Nagravision skupiny Kudelski. Moduly CAM v přijímačích mohly být zachovány, a karty stále komunikují jako klasické Irdeto, ale přenášejí data šifrovaná pomocí Nagra pomocí ECMs Irdeto. Digitální program rakouské televize Österreichischer Rundfunk jej používá současně s Cryptoworks. Kvůli končící licenci a déle než 5 let neprobíhající údržbě byla distribuce k 20. květnu 2008 zastavena.

### Betacrypt2
(CA-ID 0x171n) Betacrypt2 byl dále vyvíjen firmou Comvenient GmbH & Co. KG a byl mezinárodně distribuován. Systém Betacrypt2 používají pro šifrování firmy Hitron, Artelecom a Nossa-tv Antina. Betacrypt2 si nezískal důvěru u provozovatelů placené televize a prakticky se nepoužívá.

### VideoGuard
(CA-ID 0x0900) Systém VideoGuard od NDS používal od 2009 Kabel Deutschland v Simulcryptu spolu s Nagravision, od 2008 Kabel BW, Tele Columbus v Simulcryptu spolu s Conax a Sky Deutschland v Simulcryptu s Nagravision. Kromě toho jej používá Sky plc, DirecTV, D-Smart (Türksat 42° východně), Sky Italia a řecká OTE TV na Eurobird 9° východně. Systém je také široce používán na satelitech Sirius, zejména pro skandinávské vysílače, například Viasat. Díky tomu je celosvětově převládajícím systémem CA. Zatím nebyl prolomen.
VideoCrypt lze považovat za jeho analogového předchůdce. Další varianty Videoguard jsou mVideoguard pro mobilní nasazení a Synamedia/Videoguard pro širokopásmovou televizi (IPTV), jakou používá např. A1 Telekom Austria pro A1 Kabel TV.

### Irdeto
(CA-ID 0x06nn)
Irdeto byl raný digitální systém kódování, které byl poprvé použit v nizozemské placené televizi (MultiChoice NL). Používá jej pouze několik poskytovatelů, protože většina přešla na Irdeto-2 nebo na hybridní řešení jako je tunelovaná Nagra (aktuálně Sky Deutschland od roku 2009). Navzdory rozšířenému názoru nebylo Irdeto nikdy prolomeno: vždy to byly pouze karty, které vykazovaly slabiny, díky nimž byl systém náchylný k prolomení.
Název Irdeto je podle nizozemské výrobní společnost Irdeto Access; jde o zkratku z Ir. Den Toonder což je jméno zakladatele firmy Pietera Toondera, a Ir. je nizozemská zkratka titulu inženýr.
Příklady zranitelností karet:
- Vrácení správných signatury (k „podepsání“ platného ECMs)
- Časování podpisů

### Irdeto-2
Irdeto-2 se zásadně liší od Irdeto-1. U Irdeto-1 se v šifrované podobě přenášejí pouze klíče potřebné pro výpočet řídicích slov, u Irdeto-2 je šifrována veškerá komunikace od poskytovatele programu na čipovou kartu. Pouze úvodní data, tzv. Header, a kontrolní součet na konci každého datového bloku jsou s Irdeto-1 do značné míry identické. Díky tomu fungují čipové karty Irdeto-2 také v CA modulech pro Irdeto-1. Řídicí slova vracená z čipové karty Irdeto-2 jsou také šifrovaná. Tento způsob šifrování řídicího slova je stejný jako u Betacrypt-1.

### Novější verze Irdeto
Novější verze systému Irdeto používající moduly podmíněného přístupu s rozhraním CI+ byly v roce 2022 používány pro pozemní vysílání v různých evropských státech (mj. v Rakousku a na Slovensku) a pro kódování satelitního vysílání pro Českou republiku a Slovensko ze satelitů Astra na 23,5°E (spolu s CryptoWorks a Viaccess).

### Cryptoworks
(CA-ID 0x0dnn)
Systém Cryptoworks se používal hlavně na družicích Astra a Eutelsat. Používal jej například MTV Networks. Cryptoworks také používal konkurent Premiere, stanice Easy.TV.
Systém Cryptoworks vytvořila společnost Philips Electronic, a divizi Cryptoworks prodala nizozemské společností Irdeto.

#### Cryptoworks-ORF
Österreichischer Rundfunk nabízí od dubna 2003 svým zákazníkům možnost dešifrovat ORF programy pomocí Cryptoworks. Staré čipové karty BetaCrypt byly podporované do konce dubna 2008.
Některé přijímače (dekodéry) ORF Cryptoworks měly nebo mají problém při změně kódu na straně vysílače. Dceřiná společnost ORF ORS pověřená vysíláním zorganizovala výměnu karet ve spolupráci s rakouským odborným obchodem.

#### Cryptoworks-Arena
Dřívejší kanál vysílající přenosy Bundesligy Arena používala pro šíření přes družici Astra zpřísněnou verzi Cryptoworks.
Tím došlo k rozštěpení technologie čipových karet, jednak velikosti karet (formát SIM), na druhé straně ve čtečte SIM. To přineslo problémy s kompatibilitou s jinými čipovými kartami, jako jsou karty ORF.
negativní seznam:
- Humax CR-FOX+ (například ORF)

#### Další vysílání kódované pomocí Cryptoworks
Digitürk, UPC Direct, CNN, MTV Networks, CzechLink, Wizja TV, Fox Kids Rusko, Fox Kids Rumunsko, VH1 Germany, BFBS TV, JSTV.

### Nagravision
(CA-ID 0x1800)
Systém Nagravision vyvinula švýcarská společnost Kudelski SA. Dlouhou dobu jej používal Cyfrowy Polsat. Protože téměř všechny série čipových karet tohoto systému měly různé slabiny, mnoho poskytovatelů placeného televizního vysílání přešlo na novější systém Nagravision-Aladin. Původní systém používá jen velmi málo poskytovatelů. V kabelových sítích ve Švýcarsku je však zatím stále velmi rozšířený. Nadále jej používají UPC Switzerland a Teleclub.

### Nagravision Aladin
(CA-ID 0x1801 & 0x1810/ 0x17nn [Betacrypt]) Systém Nagravision Aladin vytvořila švýcarská společnost Kudelski SA dalším vývojem staršího systému Nagravision. U několika sérií čipových karet Nagravision Aladin se objevily bezpečnostní nedostatky, které umožňují používat System bez platné předplatné k překonat.
Němečtí poskytovatelé placené televize Sky Deutschland, Vodafone Kabel Deutschland a Unitymedia používají tento systém spolu s verzí systému Aladin speciálně upravenou firmou Kudelski pro Simulcrypt. Úprava se týká přenosu dat v EMMs (Entitlement Management Message) a ECMs (Entitlement Control Message). Datové oblasti jsou přenášeny pomocí protokolu Betacrypt (CAID 0x17nn), ale šifrovány pomocí algoritmu Nagravision-Aladin. To umožňuje nadále používat starší přijímače s vestavěnými moduly Betacrypt CAM (např. d-box 1 a d-box 2).
Verze firmwaru ROM 120 pro společnost PREMIERE, předchůdce Sky Deutschland, byla dokončena ještě před podepsáním smlouvy mezi PREMIERE a firmou Kudelski SA.
Bývalý šéf PREMIERE Georg Kofler však trval na tom, že se staré přijímače s vestavěným CAM Betacrypt nebudou vyměňovat za nové přijímače s CAM Aladin. Proto nové karty Aladin musely být schopné fungovat i ve starých CAM Betacrypt. Protože však moduly CAM Betacrypt z datového toku zachycují pouze ECM s CAID 0x1702 (pro satelitní přenos), 0x1722 (pro kabelový přenos) nebo 0x1762 (pro Rakousko), a posílají je na kartu, musely během přechodové fáze, kdy se staré karty Betacrypt vyměňovaly za nové karty Aladin, použity nové karty plně podporující Betacrypt. V důsledku toho musela firma Kudelski provést další změny firmwaru ROM-120, aby se do něj mohlo začlenit jádro Betacrypt. Kvůli časové tísni byl prý software vadný, takže před dokončením výměny karet a vypnutím Betacryptu bylo možné ochranu obejít.
Zatím je však znám pouze jeden komerční crack karty ROM120, který funguje i s Nagravision Aladin. Kudelski distribuuje od srpna 2005 karty s ROM122, které obsahují více bezpečnostních aktualizací.
Společnosti Sky Deutschland (PREMIERE) a Kabel Deutschland používají Aladin v obou formách od listopadu 2003.
Kabel Deutschland používá pro kanály, které jsou šifrované, ale bezplatné v Simulcryptu nový Betacrypt CAID 0x1751 spolu s Aladin-CAID 0x1801.
Systém Aladin používá například také španělský poskytovatel DIGITAL+ (spolu s Cardmagedon), kanadský poskytovatel Dish a polský poskytovatel Cyfrowy Polsat.
Neupravený a netunelovaný („čistý“) CAS Nagravision Aladin je často nesprávně označován jako Nagravision 2, protože Aladin je mylně spojován s tunelováním Betacrypt používaným společnostmi Sky Deutschland a Kabel Deutschland. Tvůrce, společnost Kudelski SA, však pro tento systém používá název „Aladin“.
Nicméně Nagravision Aladin (CAID 0x1801), který se používá v DIGITAL+ spolu s Cardmagedonem, lze obejít kvůli bezpečnostním chybám na kartách ROM110, což znamená, že zabezpečení Cardmagedonu nemá žádný vliv (protože pro získání aktuálních kontrolních dat lze použít Aladin).

### Nagravision Cardmagedon
(CA-ID 0x01nn [Mediaguard]) Systém Nagravision Cardmagedon je dalším vývojem systému Aladin. Nagravision Cardmagedon byl vyvinut speciálně pro španělského poskytovatele placené televize DIGITAL+ a používá se pro řízení přístupu k programům ze satelitu Astra 19,2°E pomocí Simulcrypt spolu s „čistým“ Nagravision Aladin (0x1801). Nagravision Cardmagedon (označovaný nesprávně též SECA Mediaguard 3) je komplikovanou kombinací Nagravision Aladin a Mediaguard SECA 2 (podobně upravený Nagravision Aladin od Sky Deutschland a Kabel Deutschland využíval Betacrypt), takže starší přijímače DIGITAL+ s vestavěnými moduly SECA Mediaguard CAM se mohou stále používat.
Oproti upravenému systému Aladin je však použit nejen Mediaguard wrapper, ale i kompletní datový tok se ještě jednou šifruje pomocí Mediaguard (Pseudocrypt). Díky tomuto dvojitému šifrování je výrazně obtížnější tento systém napadnout, případně vytvořit jeho emulaci.
Nagravision Cardmagedon je dosud pokládán za bezpečný.

### Nagravision Merlin
Systém Nagravision Merlin (označovaný též jako Nagravision 3) byl v roce 2022 používán pro kódování satelitního vysílání pro mnoho evropských i mimoevropských zemí, mj. na satelitech Astra na 19,2°E.

### CONAX
conax-Logo
(CA-ID 0x0bnn)
Systém Conax používají především skandinávští operátoři. Conax se také používá pro platformu kabelového kiosku Eutelsat, kterou používají němečtí kabeloví operátoři jako EWT, Kabel & Medien Service (Kabelfernsehen München ServiCenter GmbH & Co. KG), WTC, Marienfeld MultiMedia, Deutsche Telekabel (Versatel) a další menší provozovatelé sítí. Také Tele Columbus bude zatím pokračovat v šifrování systémem Conax, kromě Videoguardu, který používá Simulcrypt. Také programy TechniSat na satelitu Astra na 19,2° východně jsou šifrovány pomocí systému Conax. Od 1. čtvrtletí 2008 až k 1. duben 2009 byl také Paket skupiny Premiere (Dříve Thema) přes satelit, šifrován kromě Nagravision Aladin také systémem Conax. Rakouský kabelový operátor Liwest a švýcarský kabelový operátor Digitální Cable Group také používají Conax, v nabídce „intertainment-tv“ od „breitband.ch“ v severozápadním Švýcarsku. Byl vytvořen norskou firmou Telenor. Conax se používá také v přijímačích Pixx a Rex. Conax dnes najdeme v mnoha přijímačích, protože se neplatí žádné licenční poplatky za zařízení.
Systém Conax byl v roce 2022 používán pro kódování satelitního vysílání pro Srbsko, Chorvatsko, Rumunsko a některých programů pro Maďarsko ze satelitů Astra na 23,5°E.

### SECA Mediaguard 1
(CA-ID 0x01nn) Systém podmíněného přístupu MEDIAGUARD vyvinula v polovině 90. let společnost Societe Europeenne de Controle D'Acces (SECA). V počátcích digitální televize to byl velmi rozšířený kódovací systém používaný mimo jiné ve Francii, Španělsku a Itálii. Šifrování SECA-1 bylo nahrazeno SECA-2, protože všechny čipové karty této generace měly chyby a šifrování bylo možné překonat.

### SECA Mediaguard 2
(CA-ID 0x01nn)
SECA-2 je následník SECA a používá se nyní ve Francie, Belgii, Nizozemsku a Španělsku. SECA-2 šla stejnou cestou jako Irdeto k Irdeto-2 a používá CAM klíč pro komunikaci mezi čipovou kartou a CAM.
Systém SECA 2 (Španělsko a dříve Itálie) bylo možné překonat díky chybě na čipové kartě SUN V7. Protože starší karty SECA 2 neposkytovaly spolehlivou ochranu proti útočníkům, italské placené televize přešly na NDS a španělské na Nagravision „Cardmagedon“. Na kartách systému SECA 2 s CA ID 0064, 0067, 0065 španělské DIGITAL+ a italské Sky Italia byly nalezeny chyby, které umožňovaly obejít šifrování, na ostatních kartách, např. pro CANAL+ (Francie), TV Vlaanderen (Belgie) nebo Canal Digitaal (Nizozemsko) zatím žádné závažné chyby nalezeny nebyly.

### PowerVu, PowerVu+
(CA-ID 0x0e00) Toto šifrování používá American Forces Network armády spojených států pro šíření televize na svých mezinárodních základnách; dříve jej používala také Bundeswehr TV a Radio Andernach. PowerVu se také používá pro přenos televizních programů přes satelit k poskytovatelům kabelové televize nebo k tunelování DVB-C multiplexů. K dešifrování vysílání je třeba speciální přijímač PowerVu, které vyráběl pouze americký výrobce Scientific Atlanta (dnes Cisco Systems). Všechny přijímače PowerVU mají pevně vestavěnou čipovou kartu ve formě integrovaného obvodu. Každý přijímač PowerVU má jedinečné sériové číslo a může být poskytovatelem programu individuálně aktivován nebo zablokován. Většina modelů přijímače má také slot pro vložení další čipové karty PowerVU.
Systém byl prolomen na konci roku 2014. Pro dešifrování je třeba pouze sedmibytový Management klíč. Bundeswehr TV a Radio Andernach přešly v roce 2015 na Conax.

### Verimatrix, VCAS
VCAS (Verimatrix Content Authority System) je softwarový systém k ochraně digitálního video a audio obsahu (Content Protection & Digital Rights Management System), používaný společnostmi z oblasti IP sítí (IPTV, FTTH, VoD) a DVB (DVB-S, DVB-T, DVB-C, DVB-H).

## Další systémy CAS
Abel DRM Systems AS
(CA-ID 0x4AEB)
ACCESSGATE
(CA-ID 0x4800) firmy Telemann používá AsiaSat4. Používá čipové karty a embedded CAS.
BISS (Basic Interoperable Scrambling System)
(CA-ID 0x2600) Šifrovací systém CA se skládá ze 6bytového (12 niblů) klíčového slova („keyword“), z něhož jsou následně generovány CWs. Proto se nepoužívají žádné karty. Často se používá například pro kanály tureckého televizního vysílače na 42° východně pro sportovní přenosy (např. Bundesliga). Klíčová slova pro některé kanály nedávno unikla na Internet, což umožňuje obejít šifrování některých kanálů.
CerberCrypt
(CA-ID 0x4ADE)
ChinaCrypt
(CA-ID 0x49xx): Tento CAS byl vyvinut společnostmi DTVIA a Philips Electronic pro čínský trh, je identický s Cryptoworks.
CodiCrypt
(CA-ID 0x22nn) od Scopus Network Technologies. Dosud neprolomený.
Cryptoguard OD
(CA-ID 0x4AEA) žádné informace
CTI (Peking Compunicate Technology Inc.)
(CA-ID 0x4ABn)
Digicipher 2
(CA-ID 0x0700) Šifrovací systém Motorola 4DTV, který se používá v Severní Americe. Není kopatibilní s DVB.
Tandberg-Director
žádné informace
DMV
žádné informace
DRE-Crypt (Digi prostor Electronics Co. Ltd.)
(CA-IDs 0x4AE0 & 0x4AE1) používaný v tricolor-tv
DreamCrypt
(CA-ID 0x4a70) Tento Šifrovací systém CA společností Dreambox byl převzat z X-Dream TV. Nyní s ním svůj program kódují INXTC TV a XPlus TV.
Griffin
(CA-ID 0x5501) CAS společnosti Nucleus Systems, Ltd. Bulsatcom a Athina Sat TV používají tento šifrovací systém, který využívá čipové karty.
Icecrypt
(CA-ID 0x4a61) žádné informace
KeyFly
(CA-ID 0x4aan) Tento šifrovací systém používají vysílače na Hispasat, Hotbird a Nilesat.
Latens
(CA-ID 0x4ACn)
Logiways
(CA-ID 0x4ADC)
MediaCipher
Šifrovací systém od firmy Motorola, používaný v kabelových sítích UPC.
Neotion SHL (dříve SkyCrypt případně SkyPilot)
(CA-ID 0x4a60) Založený na standardu EuroCrypt. Používá jej FreeX TV.
NetUP Inc. (ip-tv conditional access system)
(CA-ID 0x4AEF)
NOVEL_TONGFANG
(CA-IDs 0x4AF6 & 0x4B00 - 0x4B02) Používaný na Chinasat (například hdcctv).
OmniKrypt
(CA-ID 0x4ad4) CAS vytvořený společností Widevine Technologies, Inc. Používá se pro několik erotických programů.
Panaccess
(CA-ID 0x4AFC) Německý šifrovací systém, používaný např. bulharským poskytovatelem The W1 (Neterra) na 0,8° západně. Používal jej také poskytovatel placené televize Satelio, který šíří německý program přes Astra 4A na 4,8 stupni východně pro Namibii, jižní Afriku a jiné časti Afriky.
RAS (Remote Authorization System)
(CA-ID 0x1000) Profesionální systám, který není určen pro koncové uživatele. Podobně jako u BISS se nepoužívají žádné karty, pouze hesla.
RusCrypto (РусКрипто)
(CA-ID 0xa101) Ruský šifrovací systém
Safeview
(CA-ID 0x4B00) Španělský CAS
ThalesCrypt
upravený Viaccess 1
TROhyaccess/TROhyaccess 2.0
Nový ruský šifrovací systém používaný na různých satelitech. Kromě čipových karet a CAM existují také přijímače s vestavěným dekodérem. Používáno Black Sea Sat
Viaccess „1“ (verze 2.3), Viaccess „2“ (verze 2.4 a 2.5) a Viaccess „3“ (verze 2.6)
(CA-ID 0x05nn) TPS Crypt používá TPS France, Viaccess 2.6 od březen 2008 Schweizer Fernsehen (SF).
Wegener Compel
HiFi System
XCrypt Inc.
(CA-IDs 0x4ad1 & 0x4ad0)
Používaný několika poskytovateli na Hotbird.
CoreCrypt
žádné informace
Z-Crypt
(CA-ID 0x5500)
Ruský šifrovací systém
redcrypter
Používá se pro soukromou tv hd
T-crypt
Bulcrypt
Používaný společností Bulsatcom
Streamguard
Powerkey
(Americký bezkartový CAS používaný převážně v Severní Americe např. v Kabel-TV a IPTV)
Wellfly
Viewcrypt
Exset
Novel-Super TV

## Analogové systémy podmíněného přístupu
Analogové systémy podmíněného přístupu jsou již prakticky nepoužívané:
- Cablecrypt
- Dalvi
- Discret
- EuroCrypt
- Luxcrypt
- Nagravision
- Videocipher
- VideoCrypt